# Tanguy Veys
Tanguy Veys (Gent, 28 maart 1972) is een voormalig Belgisch politicus, eerst voor Vlaams Belang en daarna voor de lokale partij Beter Blankenberge.

## Levensloop
Veys deed zijn secundair aan het Hoger secundair onderwijs afdeling Oostakker. Hij studeerde van 1991 tot 1993 rechten aan de Universiteit Gent en van 1993 tot 1995 openbare administratie aan de Mercatorhogeschool in Gent, maar maakte geen van beide studies af. 
Als student was Veys actief in het Vlaams Rechtsgenootschap, het Katholiek Vlaams Hoogstudentenverbond (KVHV) en de Nationalistische Studentenvereniging (NSV). Na zijn studies werd hij politiek actief voor het toenmalige Vlaams Blok en hij ging ook werken voor deze partij. Van 1995 tot 1996 en van 1997 tot 2004 was hij nationaal secretaris van de Vlaams Blok Jongeren. Eveneens was hij van 1996 tot 1997 medewerker van de Vereniging Vlaams Blok Mandatarissen, van 2004 tot 2006 en van 2007 tot 2009 parlementair medewerker van de Vlaams Belang-fractie in het Vlaams Parlement, van 2006 tot 2007 regiosecretaris van het Vlaams Belang in het arrondissement Oudenaarde en van 2009 tot 2010 regiosecretaris van het Vlaams Belang in het arrondissement Dendermonde-Sint-Niklaas.
Begin 1996 werd hij OCMW-raadslid in Gent en nog datzelfde jaar volgde hij Pascal De Coene op in de Gentse gemeenteraad. Als OCMW-raadslid zetelde hij ook in de algemene vergadering van het OCMW-ziekenhuis De Bijloke, het latere AZ Jan Palfijn. Eind 2000 legde hij de eed af als Oost-Vlaams provincieraadslid, een functie die hij tot in 2010 bleef uitoefenen. Hij heeft ook in de raad van bestuur van de Mercatorhogeschool gezeten tot de fusie met de Hogeschool Gent. Veys zetelde in de provincieraad in de commissies Algemeen beleid, Welzijn en Onderwijs en volgt de dossiers jeugdbeleid, ontwikkelingssamenwerking, begroting en vreemdelingen. Hij was ondervoorzitter van de Vlaams Belang-fractie in de Oost-Vlaamse provincieraad. Hij was ook regionaal voorzitter van Vlaams Belang Jongeren Gent-Eeklo.
Op 15 februari 2000 raakte Veys, toen secretaris van de VB-jongeren, betrokken in een incident met een student in de uitgaansbuurt van de Overpoortstraat. Hij werd op 12 november 2001 veroordeeld tot twee maanden effectieve celstraf voor opzettelijke slagen en verwondingen, maar ging in beroep en kreeg opschorting van straf. Veys riep in 2006 iedereen op om de fora en de e-mailadressen van de artiesten die de actie 0110 steunden, te bestoken met mails en publiceerde op zijn eigen website de juiste links. "Het is belangrijk dat ze inzien dat ze misbruikt worden in een politieke manifestatie tegen het VB en u kunt hen daarbij helpen", aldus Veys. Een discussie over de 0110-concerten liep op het forum Semtex uit de hand, en een van de forumdeelnemers die tegen de uitspraken van Veys inging blokeerde de toegang tot de persoonlijke website van Tanguy Veys.
Bij de vervroegde federale verkiezingen op 13 juni 2010 veroverde hij een zetel in de Kamer van volksvertegenwoordigers. Vanop de 3e plaats op de lijst behaalde hij 1010 voorkeurstemmen. Hij zetelde in de Kamer tot in mei 2014. Bij de verkiezingen die maand stond hij op de West-Vlaamse lijst voor de Vlaamse verkiezingen, maar werd niet verkozen.
Eind 2011 voerde de Gentse afdeling van het Vlaams Belang de campagne Emirdağ heeft je nodig, waarmee het in Gent wonende mensen van Turkse origine wou overtuigen terug te keren naar Turkije. In het kader van deze campagne bracht een delegatie van het Vlaams Belang bestaande uit Johan Deckmyn en Veys een bezoek aan de stad, waarbij ze enkele plaatselijke parlementsleden en de burgemeester van het stadje spraken. Dit bezoek leidde ertoe dat toenmalig Gents schepen Resul Tapmaz beledigende uitspraken deed over het Vlaams Belang, waarop Johan Deckmyn een klacht indiende wegens laster en eerroof. Het parket seponeerde de klacht uiteindelijk.
Veys is een praktiserend katholiek en werd actief binnen de Gentse afdeling van Pro Vita. Hij was lid van een parlementaire gebedsgroep die op 14 juni 2012 een duiveluitdrijving organiseerde in het parlement.
In 2012 ging Veys in Blankenberge wonen. Hij was van 2013 tot 2018 gemeenteraadslid van Blankenberge, waarbij het meermaals tot hoogoplopende discussies kwam, waarbij onder meer ingrijpen van politie noodzakelijk was. Veys profileerde zich zeer sterk op zijn verleden in de scoutsbeweging.
In februari 2018 werd Veys uit het Vlaams Belang gezet. De redenen hiervoor waren volgens de partij zijn weinig stijlvolle manier van communiceren en zijn persoonlijke aanvallen. Bij de gemeenteraadsverkiezingen van 2018 kwam hij in Blankenberge op met een eigen lijst: Beter Blankenberge. Die haalde echter geen zetels, waarna Veys de politiek verliet.
Na zijn actieve politieke carrière was Tanguy Veys van 2015 tot 2016 klantenadviseur bij de bank Argenta en van 2016 tot 2017 medewerker bij het transport- en autobehandelingsbedrijf International Car Operators in de Haven van Zeebrugge. Na het volgen van een opleiding tot logistiek en transportmedewerker bij de VDAB was Veys van 2018 tot 2019 als logistiek bediende bij het autobedrijf UniCar en in 2019 als medewerker planning en expeditie bij machinebouwer CNH Industrials. Nadien keerde Veys terug naar de financiële wereld, als commercieel adviseur bij AXA Bank Belgium in Brussel, dat in 2024 opging in Crelan.
Gerelateerde onderwerpen: Partijprogramma · 70-puntenplan · Cordon sanitaire · Racismeklacht